# 免疫球蛋白M

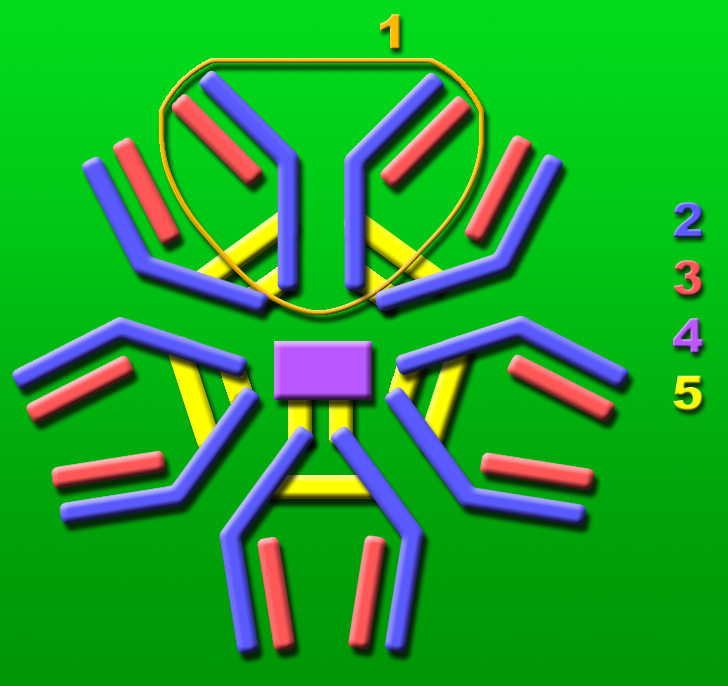
IgM（免疫球蛋白M）是一种五聚体。
1: 基本单位。
2: 重链。
3: 轻链。
4: 连接链。
5: 分子间二硫键。

IgM结构。蓝色为重链，黄色为轻链。

免疫球蛋白M（或简称为IgM）是由B细胞分泌的一种基本抗体。IgM是迄今为止实际发现的在人体循环系统中的最大抗体。它也是接触抗原首先发生反应的第一抗体。脾脏是IgM的最大生产者。 

## 描述
与B细胞表面结合的是单体形式，在分泌形态中则是由五個Y型單體排列而成的五聚体形式，具有极高的亲和力。又因其分子量極大，因此在抗原凝集反應中非常有效。在B细胞介导（体液）免疫的早期阶段IgG尚不充足，此时则主要由IgM来发挥清除病原的作用。同時為初次遭遇外來抗原後，最早回應出現的循環性抗體，但IgM在血液中的濃度会因清除作用迅速下降。因此，IgM通常可當做感染的指標。

## 参閱
- 抗体